# Latonia
Latonia es un género de anuro perteneciente a la familia Alytidae. Sólo se conoce una especie viva, el sapillo pintojo palestino (Latonia nigriventer), considerada un fósil vivo. El género se conoce desde el Oligoceno Superior de Europa.

## Lista de especies
- Latonia gigantea † (Lartet, 1851)
- Latonia nigriventer Mendelssohn & Steinitz, 1943
- Latonia ragei † Hossini 1993
- Latonia seyfriedi † von Meyer, 1843
- Latonia vertaizoni † (Friant, 1944)